# فوردروایدنتال
فوردروایدنتال (به آلمانی: Vorderweidenthal) یک شهر در آلمان است که در زودلیشه واینشتراسه واقع شده‌است. فوردروایدنتال ۶۳۷ نفر جمعیت دارد.